# Контрада Дифеза I (Вибо Валенција)
Контрада Дифеза I је насеље у Италији у округу Вибо Валенција, региону Калабрија.
Према процени из 2011. у насељу је живело 36 становника. Насеље се налази на надморској висини од 7 м.